# Gioachino Rossini
Gioachino Antonio Rossini (Pesaro, 29 februari 1792 – Parijs, 13 november 1868) was een Italiaanse componist. In een periode van twintig jaar (1810-1829) componeerde hij veertig opera's. 

## Biografie
Zoals bij veel beroemde componisten kreeg hij zijn eerste muziekonderricht van zijn vader, Giuseppe Rossini, die hoornist en trompettist was. Vervolgens ging hij in 1806 naar Bologna, waar hij studeerde aan het Liceo Musicale bij Padre Stanislao Mattei. In 1810 kreeg hij zijn eerste compositieopdracht voor een opera. In 1813 boekte hij grote successen met zijn opera's Tancredi en L'italiana in Algeri. Twee jaar later, in 1815, toen hij verbonden was aan het Teatro San Carlo in Napels, componeerde hij naast opera seria's ook komische werken (opera buffa's), zoals Il barbiere di Siviglia (gebaseerd op het toneelstuk Le Barbier de Séville (1775) van Pierre Beaumarchais), La Cenerentola en La gazza ladra. In 1822 huwde hij met de sopraan Isabella Colbran en na de laatste opera voor zijn Italiaanse publiek geschreven te hebben, Semiramide, vertrok hij naar Londen.
In 1824 vestigde hij zich in Parijs en leidde aldaar het Théâtre Italien. Zijn laatste grote theaterstuk, Guillaume Tell, schreef hij in 1829. Vervolgens componeerde hij geestelijke werken, zoals het Stabat Mater en de Petite Messe Solennelle, cantates, liederen, kamermuziek en meer. In 1837 scheidde hij van Isabella Colbran. Hij kreeg een nieuwe relatie met Olympe Pélissier, met wie hij in 1846 in het huwelijk trad. Vanaf 1850 kreeg hij problemen met zijn gezondheid. Rossini werd begraven op de beroemde Parijse begraafplaats Père-Lachaise. Op verzoek van de Italiaanse regering werden de overblijfselen in 1887 echter verplaatst naar de Basilica di Santa Croce in Florence. Op Père-Lachaise staat een lege crypte.
Tot zijn bekendste werken (voornamelijk opera's) behoren La Cenerentola, Il barbiere di Siviglia, La gazza ladra (De stelende (of diefachtige) ekster), La scala di seta (De zijden ladder), L'italiana in Algeri en Guillaume Tell. Ook zeer bekend is zijn Petite Messe Solennelle, in het bijzonder het Kyrie.
Enkele kenmerken van zijn muziekstijl zijn:
- virtuoze zangpartijen,
- zonnige en prettig in het gehoor liggende melodieën,
- het fameuze Rossini-crescendo (een steeds sterker wordende herhaling van hetzelfde motief),
- een overwegend homofone stijl.

Rossini was een liefhebber van eten. Naar hem werd de Tournedos Rossini van Auguste Escoffier vernoemd.

## Werken van Rossini

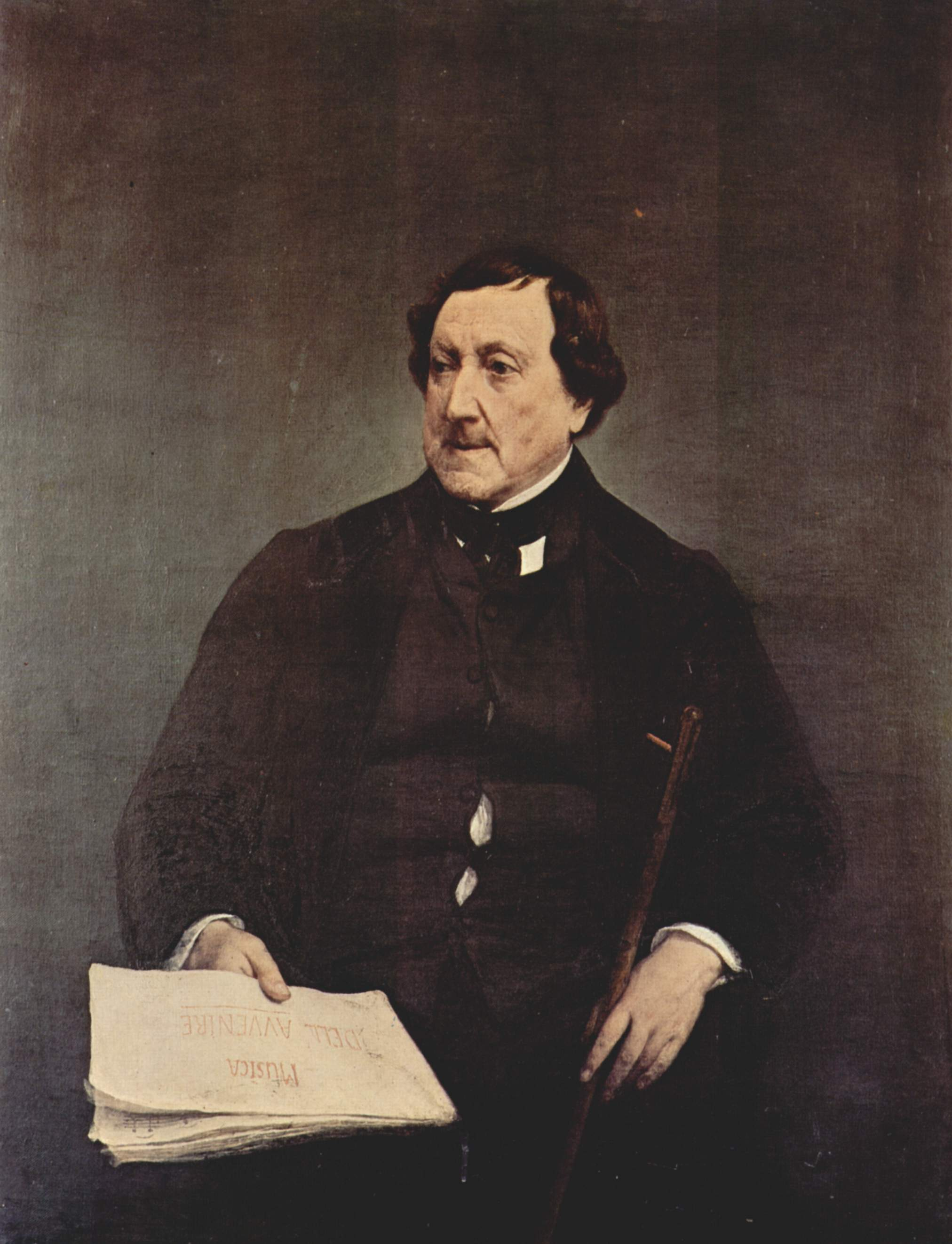
Rossini door Francesco Hayez, 1870 (Pinacoteca di Brera)

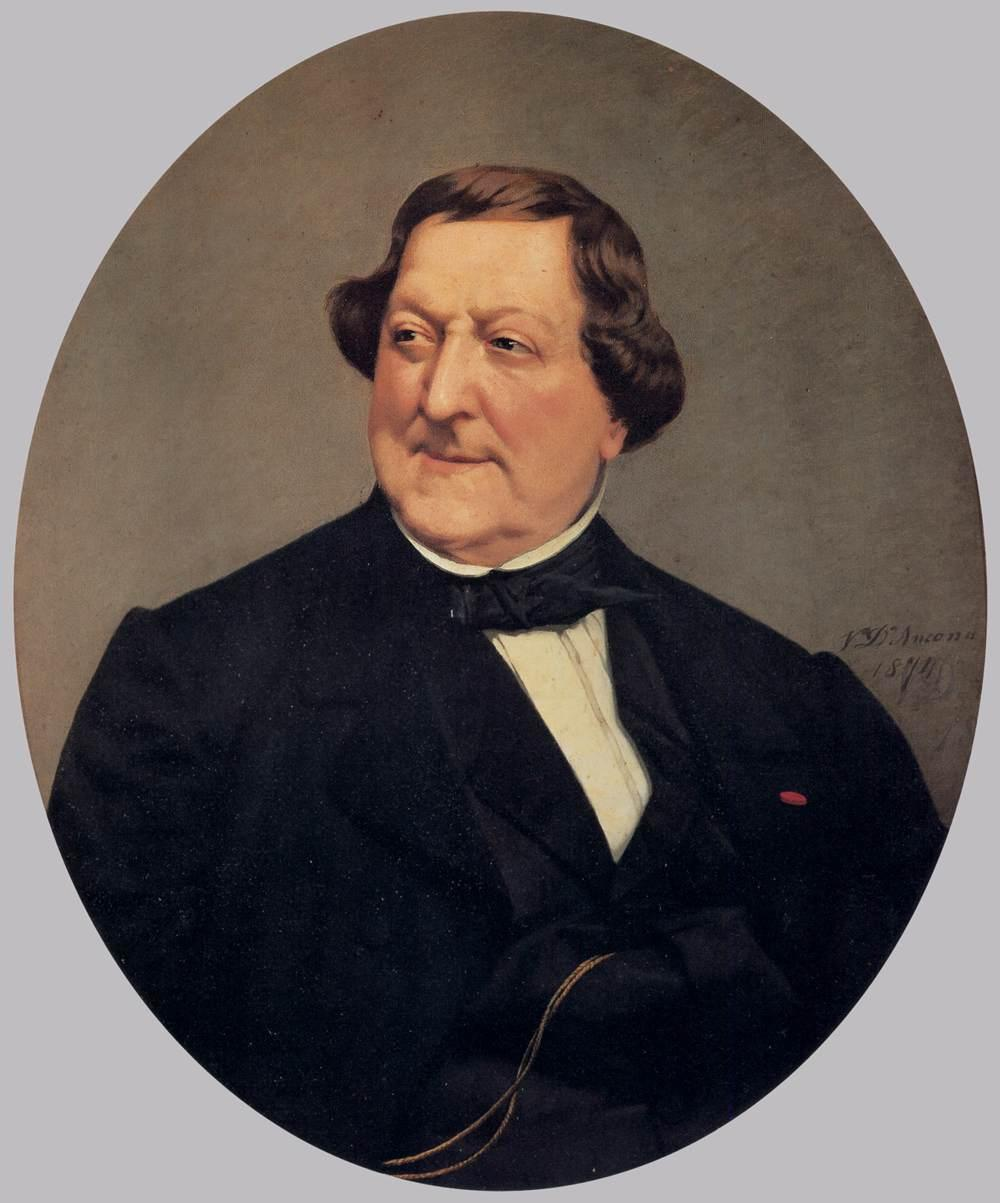
Gioachino Rossini door Vito D'Ancona, 1874 (Palazzo Pitti)

| - La cambiale di matrimonio (1810) - L'equivoco stravagante (1811) - Demetrio e Polibio (1812) - L'inganno felice (1812) - Ciro in Babilonia of La caduta di Baldassare (1812) - La scala di seta (1812) - La pietra del paragone (1812) - L'occasione fa il ladro of Il cambio della valigia (1812) - Il signor Bruschino of Il figlio per azzardo (1813) - Tancredi (1813) - L'italiana in Algeri (1813) - Aureliano in Palmira (1813) - Il Turco in Italia (1814) - Sigismondo (1814) - Elisabetta, regina d'Inghilterra (1815) - Torvaldo e Dorliska (1815) - Almaviva of L'inutile precauzione of Il barbiere di Siviglia (1816) - La gazzetta of Il matrimonio per concorso (1816) - Otello of Il moro di Venezia (1816) - La Cenerentola of Assepoester of La bontà in trionfo (1817) - libretto: Jacopo Ferretti naar Cendrillon van Charles Perrault - La gazza ladra (1817) - Armida (1817) - Adelaide di Borgogna of Ottone, re d'Italia (1817) - Mosè in Egitto (1819) - Adina of Il califfo di Bagdad (1818) - Ricciardo e Zoraide (1818) - Ermione (1819) - Eduardo e Cristina (1819) - La donna del lago (1819) - Bianca e Falliero of Il consiglio dei tre (1819) - Maometto secondo (1820) - Matilde di Shabran of Bellezza e Cuor di Ferro (1821) - Zelmira (1822) - Semiramide (1823) - Ugo, re d'Italia (1823/1824) - partituur grotendeels verloren - Il viaggio a Reims of L'albergo del giglio d'oro (1825) - La siège de Corinthe (1826) - herziene editie van Maometto secondo - Moïse et Pharaon of Le passage de la Mer Rouge (1827) - herziene editie van Mosè in Egitto - Le Comte Ory (1828) - Guglielmo Tell (1829) | - Il pianto d'armonia sulla morte di Orfeo (1808) - La morte di Didone (1811) - Dalle quete e pallid'ombre (1812) - Egle ed Irene (1814) - L'aurora (1815) - Le nozze di Teti e di Peleo (1816) - Omaggio umiliato (1819) - Cantata (1819) - La riconoscenza (1821) - Giunone (voor 1822) - La santa alleanza (1822) - Il vero omaggio (1822) - Omaggio pastorale (1823) - Il pianto delle muse i morte di Lord Byron (1824) - Cantata per il battesimo del figlio del banchiere Aguado (1827) - L'armonica cetra del nune (1830) - Giovanna d'arco (1832, herzien 1852) - Cantata in onore del sommo pontefico Pio IX (1847) - Sei sonate a quattro voor twee violen, cello en contrabas (1804) - Sinfonia in D ("al Conventello") (1806) - Cinque duets voor twee hoorns (1806) - Sinfonia (1808) - gebruikt in L'inganno felice - Sinfonia (1809) - gebruikt in La cambiale di matrimonio en Adelaide di Borgogna - Sinfonia in D ("obbligata a contrabasso") (1807-10) - Variazzioni di clarinetto voor klarinet en orkest (1809) - Andante e tema con variazioni voor klarinet (1812) - Andante e tema con variazioni voor harp en viool (1820) - Passo doppio (1822) - variaties op de aria Di tanti palpiti uit Tancredi - Valse (1823) - Serenata (1823) - Duetto in D voor cello en contrabas (1824) - Rendez-vous de chasse voor vier hoorns en orkest (1828) - Fantaisie in Es voor klarinet en piano (1829) - La Danza: Tarantella Napoletana (1830-1835) - Trois marches militaires voor piano (1837) - Scherzo (1843) - Tema originale di Rossini variato per violino da Giovacchino Giovacchini (1845) - Concerto da esperimento voor fagot en orkest (1845) - Marcia (1852) - Thème de Rossini suivi de deux variations et coda par Moscheles père (1860) - La corona d'Italia (1868) |

| - Drie marsen voor het Huwelijk van de Hertog Ferdinand Filips van Orléans en Helena van Mecklenburg-Schwerin (1837) - Mars voor de sultan Abdul Medjid (1852) - Pas Redouble 1 en 2 - Messa di Rimini (1809) - Quoniam (1813) - Messa di gloria (1820) - Preghiera (1820) - Tantum ergo (1824) - Stabat Mater (eerste versie 1832, tweede 1841) - Trois choeurs religieux: La foi, L'espérance, La charité (1844) - Tantum ergo (1847) - O salutaris hostia (1857) - Laus deo (1861) - Petite Messe Solennelle (eerste versie 1864, tweede 1867) | - Se il vuol la molinara (1801) - Dolce aurette che spirate (1810) - La mia pace io già perdei (1812) - Qual voce, quai note (1813) - Alla voce della gloria (1813) - Amore mi assisti (1814) - Il trovatore (1818) - Il carnevale di Venezia (Rome, 1821) - Belta crudele (1821) - La pastorelle (1821) - Canzonetta spagnuola (1821) - Infelice ch'io son (1821) - Addio ai viennesi (1822) - Dall'oriente l'astro del giorno (1824) - Ridiamo, cantiamo, che tutto sen va (1824) - In giorno si bello (Londen, 1824) - Tre quartetti da camera (1827) - Les adieux à Rome (1827) - Orage et beau temps (1829/30) - La passeggiata (Madrid, 1831) - La dichiarazione (1834) - Les soirées musicales (1830-1835) - Deux nocturnes: 1. Adieu à l'Italie, 2. Le départ (1836) - Nizza (1836) - L'âme délaissée (1844) - Francesca da Rimini (1848) - Mi lagnero tacendo (1858) | - Deel I: Album italiano - Deel II: Album français - Deel III: Morceaux réservés - Deel IV: Quatre hors d'oeuvres et quatre mendiants - Deel V: Album pour les enfants adolescents - Deel VI: Album pour les enfants dégourdis - Deel VII: Album de chaumière - Deel VIII: Album de château - Deel IX: Album pour piano, violon, violoncello, harmonium et cor - Deel X: Miscellanée pour piano - Deel XI: Miscellanée de musique vocale - Deel XII: Quelques riens pour album - Deel XIII: Musique anodine (1857) - Deel XIV: Altri Péchés de vieillesse |

## Museum
Het Internationaal Muziekmuseum en Bibliotheek in Bologna besteedt aandacht aan Rossini's leven en werk.